# Округ Монито (Мисури)
Монито (енгл. Moniteau County) је округ у америчкој савезној држави Мисури.

## Демографија
По попису из 2010. године број становника је 15.607, што је 780 (5,3%) становника више него 2000. године.
| Група             | 2000.          | 2010.          |
| Белци             | 13.556 (91,4%) | 14.160 (90,7%) |
| Афроамериканци    | 561 (3,8%)     | 581 (3,7%)     |
| Азијати           | 46 (0,3%)      | 56 (0,4%)      |
| Хиспаноамериканци | 435 (2,9%)     | 586 (3,8%)     |
| Укупно            | 14.827         | 15.607         |